# Фантастическое путешествие: Живи долго, чтобы жить вечно
Фантастическое путешествие: Живи долго, чтобы жить вечно («Fantastic Voyage: Live Long Enough to Live Forever») — научно-популярная книга, опубликованная Рэймондом Курцвейлом и медицинским специалистом Терри Гроссманом в 2004 году. Главная идея книги заключается в том, что люди, находящиеся на момент выхода книги в среднем возрасте, могут прожить достаточно долго, чтобы они могли жить вечно - поскольку они смогут дожить до того времени, когда человечество одолеет все болезни и само старение. По мысли авторов, нужно дожить до своеобразной поворотной точки, когда развитие биомедицинских технологий в течение года позволит увеличивать продолжительность жизни на год и более. Биогеронтолог Обри ди Грей во время своего выступления на TED в 2005 году дал такой концепции название "скорость убегания от старости".
Книга построена в основном на темах здоровья, таких как сердечно-сосудистые заболевания, рак, сахарный диабет 2-го типа. Книга продвигает изменения образа жизни, такие как диета с низким гликемическим индексом, ограничение калорий, физические упражнения, питьё зелёного чая и щелочной воды, а также другие изменения повседневной жизни. Также настойчиво рекомендуется интенсивное употребление БАДов для восполнения недостатков питательных веществ, которое, по мнению авторов, свойственно западной культуре. В противоположность своей предыдущей книге «The 10% Solution for a Healthy Life» от 1993 года, в которой он рекомендовал диету с пониженным содержанием жиров (поступление от них только 10% калорий), в этой книге Рэймонд Курцвейл рекомендовал диету с пониженным содержанием углеводов (менее трети калорий) и получение четверти калорий от жиров.
Книга постулирует, что цель этих изменений - обрести и поддерживать идиллическое здоровье, чтобы человек смог продлить свою жизнь настолько, насколько это возможно при нынешнем уровне знаний и технологий. Авторы верят, что в течение следующих 20-50 лет технологии разовьются настолько хорошо, что смогут одолеть значительную часть процессов старения, а дегенеративные заболевания будут устранены. В книге присутствует большое количество побочных заметок, как текущие научные исследования ведут к продлению жизни и как технологии будущего, такие как нанотехнологии и биоинженерия, могут изменить образ жизни человека в будущем.
Следующая книга Курцвейла на эту тему была издана в 2009 году под названием «Transcend: Nine Steps to Living Well Forever».

## Структура книги
- Глава 1: Ты можешь прожить достаточно долго чтобы жить вечно
- Глава 2: Грядущие мосты
- Глава 3: Наши персональные путешествия
- Глава 4: Еда и вода
- Глава 5: Углеводная и гликемическая нагрузки
- Глава 6: Жиры и протеины
- Глава 7: Ты есть то что ты ешь
- Глава 8: Измените свой вес на всю жизнь за один день
- Глава 9: Проблема с сахаром (и инсулином)
- Глава 10: Персональная программа Рэя
- Глава 11: Обещание геномики
- Глава 12: Воспаление - последний "дымящийся пистолет"
- Глава 13: Метилирование - критически важно для твоего здоровья
- Глава 14: Чистка от мусора: токсины и детоксикация
- Глава 15: Реальная причина сердечных болезней и как предотвращать их
- Глава 16: Предотвращение и раннее выявление рака
- Глава 17: Персональная программа Терри
- Глава 18: Твой мозг: сила мышления … и идей
- Глава 19: Гормоны и старение, гормоны молодости
- Глава 20: Другие гормоны молодости: половые гормоны
- Глава 21: Интенсивное употребление БАДов
- Глава 22: Продолжай двигаться: сила физических упражнений
- Глава 23: Стресс и баланс
- Эпилог

### Критика
Одно из утверждений книги было названо псевдонаучным. Dr. Stephen Lower, ушедший на пенсию профессор химии университета Саймона Фрейзера, оспорил некоторые утверждения книги о щелочной воде на своём сайте. Курцвейл и Гроссман ответили на это в читательских вопросах и ответах на сайте книги.